# 히가시 세츠나
히가시 세츠나(일본어: 東 せつな, 한국명:유채린)는 토에이 애니메이션 제작의 애니메이션《프레시 프리큐어!》에 등장하는 가공의 인물이다. 애니메이션에서 목소리를 연기한 성우는 일본판은 코마츠 유카, 한국판은 이명희이다.

## 개요
프리큐어 시리즈 6번째 작품에 등장하는 4대째 프리큐어 전사 큐어 패션으로 변신하는 인물. 관리국가 라비린스의 간부였던 이스가 사망 후에 환생한 프리큐어이다. 이전에는 이스가 본 모습, 히가시 세츠나가 변장한 모습이었지만, 프리큐어로 환생한 후에는 히가시 세츠나가 본 모습, 큐어 패션이 변신한 모습이다. 변신 시 파트너는 아카룬. "체인지 프리큐어 비트 업"라고 외치며 변신한다. 

### 인물
머리 모양은 어깨까지 닿는 검은 생머리. 이스때와 달리 눈동자에 생기가 돌며, 눈매가 부드러워지며 밝고 부드러운 말투와 성격으로 바뀐다. 말버릇은 "최선을 다 할게!"(せいいっぱいがんばるわ!)
모모조노 러브의 집에서 동거하며, 러브가 다니는 공립 요츠바 중학교의 같은 반으로 전학 온다. 공부와 운동 모두 완벽하게 해내며 교내의 인기인이 되지만, 모든게 통제된 라비린스에서만 살아와서 그런지 세상 상식이나 유행에 둔감한 면도 보인다. 싫어하는 음식은 피망.
무정했던 이스 시절과 달리 마음씨가 곱고 착하며 매사 모든 일에 성실하게 임한다. 의젓하고 어기차며 총명한 성격이지만, 자신의 속마음을 겉으로 표현 하는 것은 서투르다. 하지만 생각이 깊고 다른 사람에 대한 배려와 이해도 높아서 자기희생적인 면을 보이기도 한다. 러브 일행과 같이 댄스 레슨에도 참여하면서 점점 친해지며 진정한 친구가 거듭되고, 특히 러브와는 한 지붕 아래에 살면서 서로의 내면 성장에 도움을 주는 친구 이상의 가까운 관계로 발전한다. 

## 이스
히가시 세츠나가 악의 조직인 라비린스에 속했던 전신으로서 이 당시에는 수령인 뫼비우스의 명령을 따르며 사람들을 괴롭히고 프리큐어들을 소탕하고 제거하려는 목적으로 활동하였다. 
이 당시의 모습은 은회색의 머리에 검은색과 빨간색을 혼합한 의상을 입고있었으며 라비린스 간부 중 유일한 여자 조직원이다. 프리큐어들과 만날 때는 검보라색의 머리의 인간으로 위장하고 이 때부터 히가시 세츠나라는 가명으로 암약하였다. 세츠나로 암약할 당시에 프리큐어들을 접할 때는 겉으로 다정하게 대하는 척을 하면서도 속으로는 이스의 본성을 드러내며 은근히 프리큐어들의 동태를 파악하고 첩자 역할을 하였지만 특히 러브가 자신에게 다정하게 대해주게 되면서 이 때부터 심경의 변화를 느끼기도 하였다.   
러브와는 자신이 세츠나 명의로 운영했던 점술집에서 처음 만나게 되었는데 원래는 링크룬을 빼앗기 위해 세츠나로 암약하며 러브에게 다가갔지만 오히려 러브가 자신을 다정하게 대해주고 친구로 삼으면서 그녀에 의해 세상구경을 하게 되었으며 클로버 목걸이를 받게 되었다. 이를 계기로 러브가 프리큐어라는 것을 일찍이 파악하였으며 이후로 뫼비우스의 명령에 따라 프리큐어들을 완전히 소탕 및 제거하는 노선으로 전향하게 되었다.   
성격상으로는 뫼비우스에게 영감을 받아 그에 못지않게 사악하면서 무정한 면을 가지고 있으며 수령의 세계정복을 동조하면서 사람들을 괴롭히며 자신의 적이었던 프리큐어들에게도 맹공을 퍼부었다. 이 당시까지는 큐어 피치와 악연이 깊은 사이였으며 이스의 신분으로서 마지막까지 큐어 피치와 1:1 대결을 벌인 적도 있었다. 특히 큐어 베리는 이미 그녀의 정체를 알고 있었다.  
이스 시절에는 수령인 뫼비우스에게 충성을 바치면서 그의 명령을 따르며 사람들을 괴롭히고 세계정복에 동조하면서 이를 방해하는 프리큐어들을 소탕하고 제거하기 위해 마수를 뻗쳐왔었다. 그러다가 결국 뫼비우스에 의해 사망 통보를 선고받으면서 죽기 전에 자신과 악연을 맺고있는 큐어 피치와 1:1의 마지막 혈투전을 치루었지만 큐어 피치의 자상하고 따스한 모습에 영향을 받아서 그제서야 프리큐어들을 이해하게 되었으며 라비린스가 수명을 종료시키면서 그 자리에서 죽음을 맞이하였다가 요정인 아카룬에 의해 부활, 프리큐어로 갱생 및 전향하여 큐어 패션으로 탄생하게 되었다. 처음에는 이스 시절의 악행과 죄책감으로 인해서 방황을 하였으나 지난날의 잘못을 참회하고 다른 프리큐어들과 함께 한때 몸담았던 라비린스를 적으로 보며 이들과 싸우게 된다.  

## 큐어 패션
"레드의 하트는 행복의 상징! 싱그러운 프레쉬, 큐어 패션!"(真っ赤なハートは幸せの証!熟れたてフレッシュ、キュアパッション!) 이미지 색은 붉은색.
아카룬에 의해 23화에서 이스가 환생하면서 프리큐어로 변신한 행복의 전사의 모습. 이름의 모티브는 패션프루트. 머리는 연분홍색의 볼륨있는 장발을 하고 있으며 전투복의 기본 색상은 붉은색과 검은색을 보조로 한 비대칭 원피스 형태.
주로 다른 프리큐어와 협력하여 지원하는 스타일이지만 개인 전투력도 우수하다. 데이터에서 순발력이 뛰어나다는 분석이 나왔다. 극장판에서는 이 아카룬의 능력을 최대로 활용한 연속 텔레포트를 시전하여 적을 혼란을 가중시켜서 팀의 승리를 이끌기도 했다.
필살기
- 프리큐어 해피니스 허리케인

"노래하라! 행복의 랩소디! 패션 하프"(歌え!幸せのラプソディ!パッションハープ)라는 구호로 패션하프를 불러내서, 바펜에서 꺼낸 하트형의 크리스털을 장착. 현악기를 연주하듯이 줄을 튕기고, "휘몰아쳐라! 행복의 폭풍!""(吹き荒れよ!幸せの嵐!)이라는 외치며 자세를 취하고, 기술 명의 호칭과 함께 하프를 높이 들고 고속 회전하면서, 붉은빛의 하트와 깃털의 격렬한 회오리바람을 일으키며 적을 감싸 정화. 또한 회오리바람에는 이공간을 가르는 힘도 갖추고 있다. 붉은 하트 모양의 빛의 에너지를 생성해 공격할 수 있다.

## 기타
프리큐어 시리즈가 시작된 이래 사상 처음으로 원래는 악의 조직의 멤버였다가 프리큐어로 갱생 및 전향하게 된 캐릭터로 이는 다음작인 스위트 프리큐어♪의 쿠로카와 엘렌(큐어 비트)과 Go! 프린세스 프리큐어의 아카기 토와(큐어 스칼렛)가 이를 따른다. 다만 파란색 프리큐어인 큐어 비트를 제외하면 사실상 큐어 스칼렛이 같은 빨간색 프리큐어이기 때문에 색상면에서는 그 다음이라고 할 수 있다.  